# 17P/Holmes
17P/Holmes es un cometa periódico del sistema solar descubierto por el astrónomo amateur británico Edwin Holmes el 6 de noviembre de 1892. A finales de octubre de 2007, en la noche del 23 al 24, el cometa aumentó su brillo de una manera significativa, alrededor de un millón de veces más, desde una magnitud +17 hasta una magnitud +2,5 en unas pocas horas. El 16 de noviembre de ese mismo año, la coma del cometa, una nube de gas y polvo que envuelve al núcleo, creció hasta superar el diámetro del Sol, convirtiéndose en el objeto más grande del sistema solar. No obstante, el núcleo solo mide 3.6 kilómetros.

## Historia
El cometa fue descubierto por Edwin Holmes el 6 de noviembre de 1892. Al ser descubierto, el cometa tenía una magnitud de +4 o +5. El descubrimiento, que tuvo lugar mientras Holmes realizaba observaciones regulares de la galaxia de Andrómeda (M31), ocurrió gracias a un evento similar al actual, que hizo que aumentara de brillo hasta la magnitud +4 o +5 durante algunas semanas.
La órbita elíptica fue calculada por primera vez de manera independiente por Heinrich Kreutz y George Mary Searle. Posteriormente se estableció la fecha del perihelio, y el período orbital en 6.9 años. En 1899 y 1906 se observaron apariciones del cometa. Se dio luego por perdido hasta su reaparición del 16 de julio de 1964. Desde entonces, las apariciones del cometa han sido observadas en cada retorno del mismo.
En el segundo semestre del año 2007, el cometa se hallaba a una distancia de unos 240 millones de kilómetros de la Tierra, algo más de 1,5 UA. El cometa pasó por su perihelio, punto más cercano al Sol de su órbita, a unos 300 millones de kilómetros de éste, el 20 de mayo de ese mismo año.

## Explosión

17P/Holmes 31 de octubre de 2007. Reflector de 8" + EOS400D. Animación que muestra el movimiento aparente sobre el fondo de estrellas durante 50 minutos. Los cambios de brillo no son propios del cometa, son debidos al uso de diferentes exposiciones en cada toma.

Entre el 23 y el 24 de octubre de 2007, su brillo aumentó espectacularmente pudiendo contemplarse a simple vista. Pasó de ser un débil objeto de magnitud +17, a un notorio cometa de magnitud +2,5 en la constelación de Perseo. Este incremento inusitado de brillo sucedió en menos de 24 horas. El evento fue descubierto por el astrónomo aficionado español Juan Antonio Henríquez Santana desde Tenerife mediante telescopio y cámara CCD. Henríquez Santana realizaba una campaña de seguimiento del cometa. A mediados de noviembre de 2007, el cometa mostraba una cola visible mediante instrumentos ópticos y fotografías.
No existe una explicación clara de qué evento ha podido producir el repetido incremento de brillo en 1892 y 2007. El choque con algún asteroide se descarta, por ser poco probable que haya ocurrido en dos ocasiones. Como hipótesis se postulan una explosión de alguna bolsa de gas bajo la superficie helada del cometa, o bien un derrumbe de la estructura del núcleo al encontrarse gran parte de éste hueco. Los cometas tienen un núcleo poco compactado formado por polvo, gas y diferentes tipos de hielo. Otras explicaciones mucho menos probables pueden ser un eventual choque con algún cuerpo que haya sacado a la superficie material del interior del cometa o quizás una posible fragmentación del núcleo.
Se estima que la explosión causó una pérdida de aproximadamente un 1 por ciento en la masa total estimada del cometa. Al sufrir la explosión, pequeños fragmentos de roca de su núcleo salieron despedidos, formando así nuevos mini-cometas a su paso, con coma definida. Actualmente el cometa se encuentra estabilizado. Las explosiones de este cometa no son extrañas, ya se han dado en dos ocasiones.

## Actualidad
Actualmente este cometa, después de la explosión de 2007, ha sufrido otros pequeños estallidos de menor magnitud. Ahora ha vuelto a la normalidad y su magnitud es de +21,1; prácticamente tiene una apariencia asteroidal. En 2008 y 2009 sufrió unos pequeños estallidos, réplicas de los anteriores.